# Pseudozaphanera papyrocarpae
Pseudozaphanera papyrocarpae là một loài côn trùng cánh nửa trong họ Aleyrodidae, phân họ Aleyrodinae.
Pseudozaphanera papyrocarpae được Martin năm Bailey, Martin, Noyes & Austin miêu tả khoa học đầu tiên năm 2001.